# Selbyville
Selbyville es un pueblo ubicado en el condado de Sussex en el estado estadounidense de Delaware. En el año 2000 tenía una población de 1,645 habitantes y una densidad poblacional de 454 personas por km².

## Geografía
Selbyville se encuentra ubicado en las coordenadas 38°27′31″N 75°13′27″O / 38.45861, -75.22417.

## Demografía
Según la Oficina del Censo en 2000 los ingresos medios por hogar en la localidad eran de $36,250, y los ingresos medios por familia eran $41,522. Los hombres tenían unos ingresos medios de $25,368 frente a los $20,660 para las mujeres. La renta per cápita para la localidad era de $16,965. Alrededor del 11.7% de la población estaban por debajo del umbral de pobreza.

## Localidades adyacentes
Diagrama de las localidades a un radio de 16 km a la redonda de Selbyville.